# Mareuil (Charente)
Mareuil és un municipi francès situat al departament del Charente i a la regió de la Nova Aquitània. L'any 2007 tenia 381 habitants.

## Demografia

### Població
El 2007 la població de fet de Mareuil era de 381 persones. Hi havia 150 famílies de les quals 24 eren unipersonals (8 homes vivint sols i 16 dones vivint soles), 67 parelles sense fills, 55 parelles amb fills i 4 famílies monoparentals amb fills.
La població ha evolucionat segons el següent gràfic:
Habitants censats

### Habitatges
El 2007 hi havia 187 habitatges, 150 eren l'habitatge principal de la família, 13 eren segones residències i 23 estaven desocupats. 186 eren cases i 1 era un apartament. Dels 150 habitatges principals, 130 estaven ocupats pels seus propietaris, 20 estaven llogats i ocupats pels llogaters i 1 estava cedit a títol gratuït; 2 tenien dues cambres, 18 en tenien tres, 46 en tenien quatre i 85 en tenien cinc o més. 59 habitatges disposaven pel capbaix d'una plaça de pàrquing. A 52 habitatges hi havia un automòbil i a 87 n'hi havia dos o més.

### Piràmide de població
La piràmide de població per edats i sexe el 2009 era:
| Homes | Edats   | Dones |
| ----- | ------- | ----- |
| 0     | 95 o +  | 0     |
| 0     | 90 a 94 | 4     |
| 4     | 85 a 89 | 0     |
| 4     | 80 a 84 | 4     |
| 12    | 75 a 79 | 20    |
| 8     | 70 a 74 | 8     |
| 8     | 65 a 69 | 24    |
| 8     | 60 a 64 | 0     |
| 8     | 55 a 59 | 4     |
| 20    | 50 a 54 | 4     |
| 4     | 45 a 49 | 20    |
| 16    | 40 a 44 | 20    |
| 24    | 35 a 39 | 8     |
| 4     | 30 a 34 | 4     |
| 8     | 25 a 29 | 8     |
| 12    | 20 a 24 | 8     |
| 20    | 15 a 19 | 4     |
| 16    | 10 a 14 | 12    |
| 0     | 5 a 9   | 12    |
| 4     | 0 a 4   | 4     |

## Economia
El 2007 la població en edat de treballar era de 232 persones, 151 eren actives i 81 eren inactives. De les 151 persones actives 145 estaven ocupades (85 homes i 60 dones) i 6 estaven aturades (1 home i 5 dones). De les 81 persones inactives 35 estaven jubilades, 13 estaven estudiant i 33 estaven classificades com a «altres inactius».

### Ingressos
El 2009 a Mareuil hi havia 157 unitats fiscals que integraven 386 persones, la mediana anual d'ingressos fiscals per persona era de 18.375 €.

### Activitats econòmiques
Dels 7 establiments que hi havia el 2007, 1 era d'una empresa de construcció, 1 d'una empresa de transport, 1 d'una empresa immobiliària, 2 d'empreses de serveis, 1 d'una entitat de l'administració pública i 1 d'una empresa classificada com a «altres activitats de serveis».
Dels 2 establiments de servei als particulars que hi havia el 2009, 1 era una fusteria i 1 agència immobiliària.
L'any 2000 a Mareuil hi havia 28 explotacions agrícoles que ocupaven un total de 648 hectàrees.

## Equipaments sanitaris i escolars
El 2009 hi havia una escola elemental integrada dins d'un grup escolar amb les comunes properes formant una escola dispersa.

## Poblacions més properes
El següent diagrama mostra les poblacions més properes.